# 거제소방서
거제소방서(巨濟消防署, Geoje Fire Station)는 경상남도 거제시를 관할하는 경상남도 소방본부 산하의 소방서이다.
소방서장은 소방정으로 보한다.

## 연혁
- 1990년 3월 8일: 장승포소방서 개서
- 1995년 3월 18일: 거제소방서로 변경

## 조직
| - 소방행정과 - 소방행정팀 - 예산장비팀 | - 예방안전과 - 안전지도팀 - 예방교육팀 - 민원팀 | - 현장대응단 - 구조구급팀 - 대응조사팀 |

## 관할센터 및 관할구역
거제소방서는 6개의 119안전센터와 1개의 구조대를 산하에 두고 있다.
| 명칭                 | 사진 | 주소                   | 관할구역                               | 지역대        |
| -------------------- | ---- | ---------------------- | -------------------------------------- | ------------- |
| 옥포119안전센터      |      | 진목로 1               | 옥포 1·2동, 아주동, 연초면             |               |
| 신현119안전센터      |      | 계룡로 52              | 고현동, 상문동, 장평동                 |               |
| 장승포119안전센터    |      | 능포동 77              | 장승포동, 능포동, 마전동               |               |
| 거제119안전센터      |      | 거제면 거제남서로 3429 | 둔덕면, 거제면, 사등면                 | 사등119지역대 |
| 동부119안전센터      |      | 동부면 거제대로 957    | 동부면, 남부면, 일운면                 |               |
| 연초119안전센터      |      | 연초면 거제북로 1      | 연초면, 수양동, 고현동, 하청면, 장목면 | 하청119지역대 |
| 거제소방서 119구조대 |      | 진목로 1               | 경상남도 거제시 일원                   |               |

## 같이 보기
- 대한민국 소방청
- 대한민국의 소방
- 대한민국 소방공무원